# Triangel (Sassenburg)
Triangel is een dorp in de Duitse gemeente Sassenburg in de Landkreis Gifhorn van de deelstaat Nedersaksen. De naam verwijst naar de oorspronkelijke vorm van de nederzetting.

## Geschiedenis en landschap
In 1796 werd de plaats voor het eerst in ambtelijke stukken vermeld als Auf dem Triangel. Het behoorde tot de toenmalige gemeente Neudorf-Platendorf en werd in de 19e eeuw afgesplitst. In 1974 fuseerde het dorp met een aantal omliggende gemeenten tot de gemeente Sassenburg. In het noorden en oosten ligt het Große Moor, een gebied dat voornamelijk uit hoogveen bestaat. Dit is een restant van het moerasgebied dat zich uitstrekte van de oostkant van Nedersaksen tot aan het Bourtangermoeras in Oost-Groningen. Terwijl het noordelijker gelegen Neudorf-Platendorf de karakteristieke vorm van een veenkolonie heeft, met zijn kaarsrechte lintbebouwing in een slagenlandschap, is Triangel, dat grotendeels buiten het veengebied ligt, veel compacter.

## Station
Het dorp ligt aan de spoorlijn Gifhorn - Wieren en heeft een station: Haltepunkt Triangel. In de Gifhorner Straße is de bushalte van het station.
- Gemeinsame Normdatei: 4435554-3
- Virtual International Authority File: 239180893